# Ludovicus Baláš de Sipek
Ludovicus Baláš de Sipek (Slowaaks: Ľudovít Baláš, Hongaars: Balás Lajos) (Becske, 20 augustus 1855 - Rožňava, 18 september 1920) was een Hongaarse Rooms-Katholieke geestelijke. Vanaf 1905 was hij bisschop van het bisdom Rožňava.

## Biografie

### Opleiding
Ludovicus Baláš voltooide zijn middelbare studies in Vác (Hongarije). Naderhand volgde hij in dezelfde stad theologie, evenals in Kassa (thans: Košice). In Vác werd hij op 7 juli 1879, op 23-jarige leeftijd, priester gewijd.

### Priester
Na zijn wijding evolueerde hij snel in de kerkelijke hiërarchie. Vooreerst diende hij als kapelaan in Lőrinci, vanaf 1880 in Hatvan, en het volgende jaar (1881) in Csongrád. In 1882 keerde hij als kapelaan terug naar Vác waar hij ondervoorzitter werd van de Katholieke Jongerenvereniging.
In 1885 stelde men hem in het bisdom Vác (Watzenburg) aan, als bisschoppelijk celebrant en secretaris.
Anno 1887 werd hij secretaris van de Heilige Stoel en een jaar later, in 1888, werd hij benoemd als archivaris.
Vanaf oktober 1895 oefende hij de volgende functies uit:
- kanunnik in de kathedraal van Vác, en
- directeur van de bisschoppelijke administratie.

In 1898 werd hij titulair abt van Gurla en nauwelijks twee jaar nadien werd hij pauselijk prelaat.

### Bisschop
Op 17 oktober 1905 stelde paus Pius X hem aan als bisschop van het bisdom Rožňava. De paus wijdde hem persoonlijk in die functie op 21 december 1905. Deze gebeurtenis vond plaats in de Sixtijnse Kapel van het Vaticaan. Samen met hem werden Ottokár Prohászka (bisdom Székesfehérvár) en Gyula Zichy (bisdom Pécs) gewijd. Als blijk van waardering schonk de paus hem een pectorale als persoonlijk geschenk.
Ludovicus Baláš beheerde in zijn functie van bisschop de financiën van het bisdom. Deze waren aanvankelijk verre van rooskleurig na de financiële ondergang toen zijn voorganger Ján Ivánkovic bisschop was.
Anno 1907 begon hij met de bouw van het Huis van Katholieke Eenheid en het Huis voor zieke priesters.
Op de tiende verjaardag van zijn wijding richtte hij -in volle oorlogstijd- een stichting op, met hulpverlening als doel, voor gezinnen die door de Eerste Wereldoorlog getroffen waren.
Na de oprichting in 1918 van de nieuwe staat Tsjecho-Slowakije bleef hij in functie. Vanaf de zomer van 1919 tot de herfst van 1920 werd hij op beschuldiging van samenspanning met communisten, regelmatig lastiggevallen met huiszoekingen en zelfs gevangen gezet in Spišská Nová Ves .
Tijdens een nachtelijke overrompeling werd hij uit zijn bed getrokken en half aangekleed, te voet van Rožňava naar Betliar geleid. Daar werd hij enkele weken opgesloten in een koude ruimte. Vervolgens stierf hij op 18 september 1920 aan nierfalen.